# Umeå stadsbibliotek
Umeå stadsbibliotek är ett bibliotek i centrala Umeå. 

## Historik

### 1925–1936
Åren 1925–1936 låg stadsbiblioteket i f.d. folkskollärarinneseminariet på  Storgatan 39.
Folkbildningsföreningen Minervas samlingar utgjorde grunden för Umeås första stadsbibliotek, som delade lokaler med museum och konsertlokal i det ”kulturhus” som fanns i byggnaden när folkskollärarinneseminariet flyttat ut (och innan Hovrätten för Övre Norrland hunnit flytta in).

#### Galleri

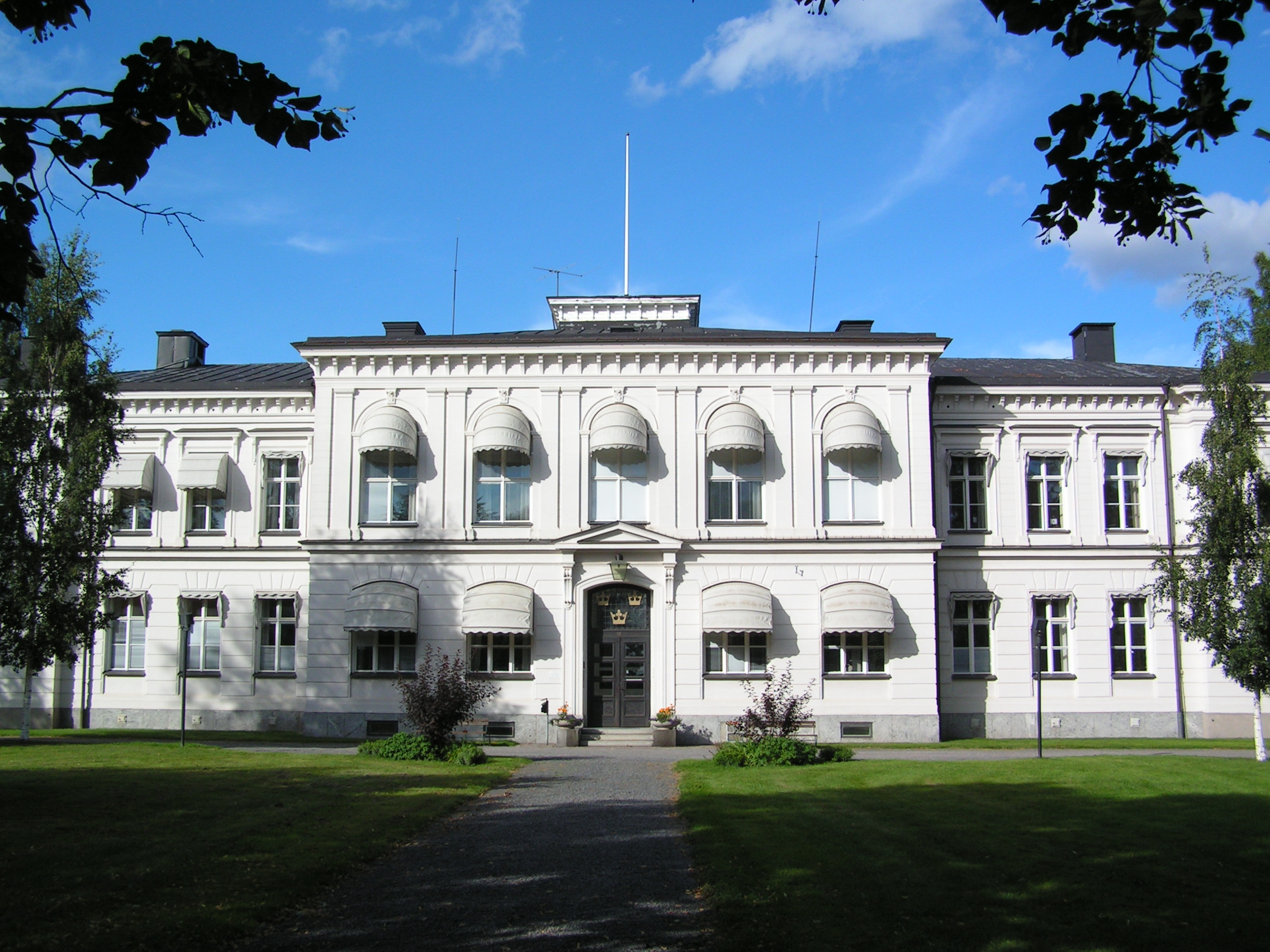
Folkskolelärarinneseminariet, senare kulturhus med stadsbibliotek, från 1936 hemvist för Hovrätten för Övre Norrland.

### 1937–1954
Stadsbiblioteket öppnades officiellt 1937 i Smörasken, Storgatan 34, sedan Umeå stad fått överta folkbildningsföreningen Minervas bokbestånd på ca 5 000 volymer. Från öppnandet 1937 låg biblioteket i byggnaden ”Smörasken” på Storgatan 34. År 1946 blev Stadsbiblioteket centralbibliotek för Västerbottens län. 1949 instiftades Vetenskapliga biblioteket i Umeå som organisatoriskt knöts till stadsbiblioteket. Dess uppgift var att skapa ett bibliotek för de högre utbildningar som man hoppades kunna få förlagda till Umeå. Genom gåvor och köp kunde man förvärva stora och värdefulla boksamlingar. 1951 började Umeå stadsbibliotek erhålla granskningsexemplaret, det så kallade femte exemplaret, av svenskt tryck. Vid samma tid anskaffades via landsarkivet i Härnösand en större samling mikrofilm för alla kyrko- och domböcker för de tre nordligaste länen, motsvarande cirka 2 miljoner sidor.

#### Galleri

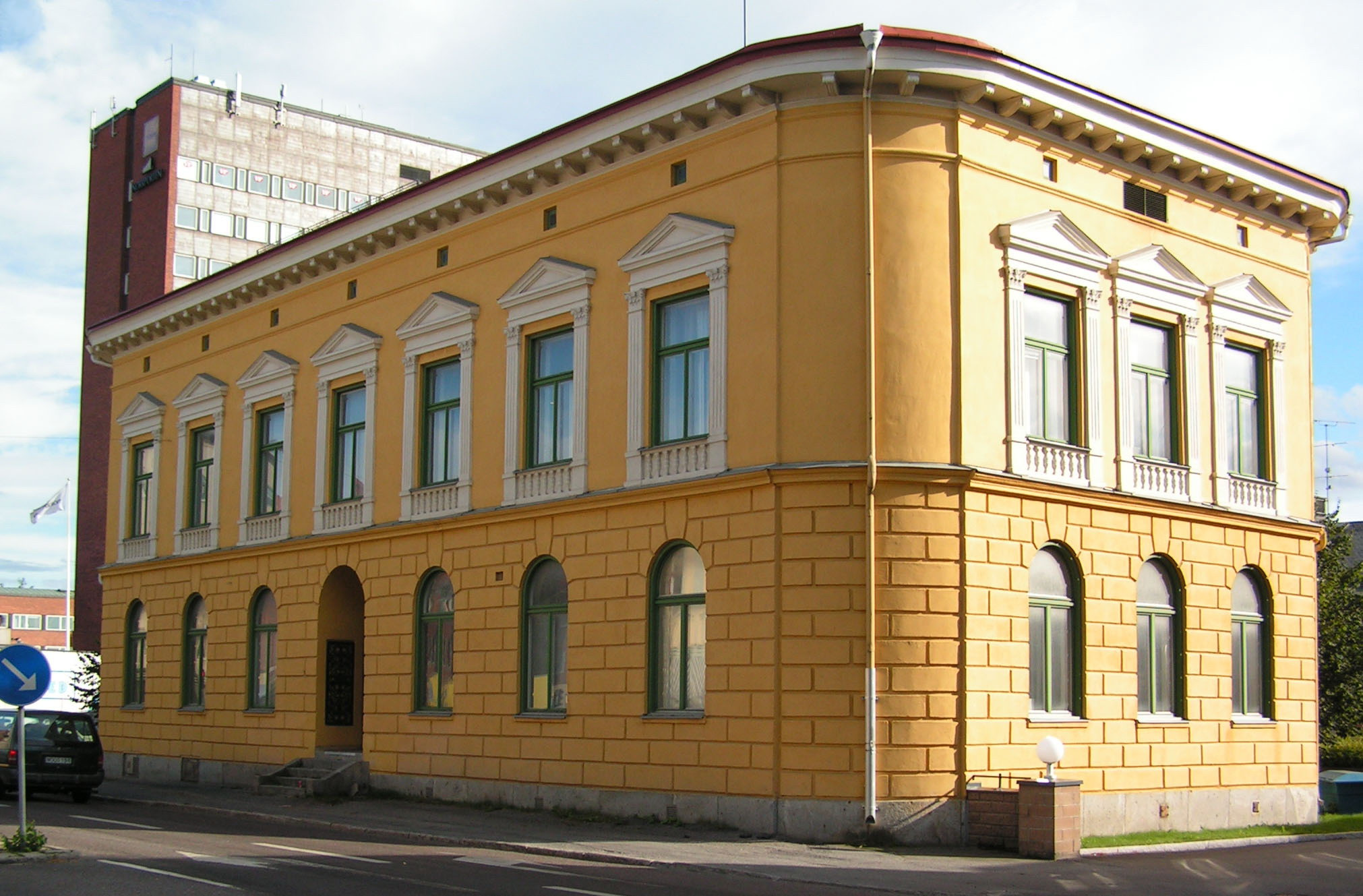
”Smörasken” där stadsbiblioteket inrymdes 1937–1954.

### 1954–1985
År 1954 invigdes de nya lokalerna, ritade av arkitekt Kjell Wretling, på Kungsgatan 80. Den nya biblioteksbyggnaden rymde en entréhall med dagstidningar och lånedisk om 250 kvm. I den östra flygeln fanns på bottenvåningen en lånesal på 200 kvm, en läsesal på 150 kvm och ungdomsavdelningens 130 kvm. På övervåningen fanns ett galleri på 100 kvm, forskarsalen (75 kvm), samt studierum, musikavdelning och kontorsrum på sammanlagt 240 kvm. Den västra flygeln innehöll bland annat föreläsningssalar, studiecirkelrum och ett bokbinderi.
År 1966 blev stadsbiblioteket lånecentral för norra regionen. Året därpå startade Umeå universitetsbibliotek sin verksamhet och övertog då granskningsexemplaret.

#### Galleri

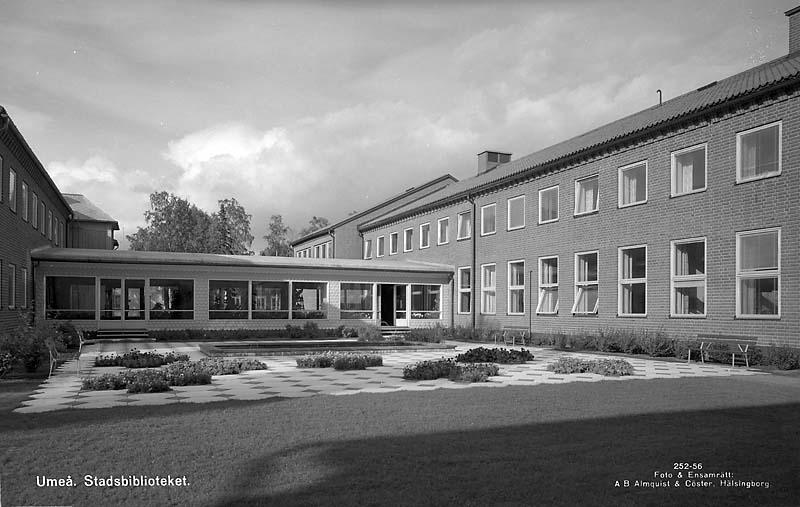
Vykort föreställade stadsbiblioteket på Kungsgatan.
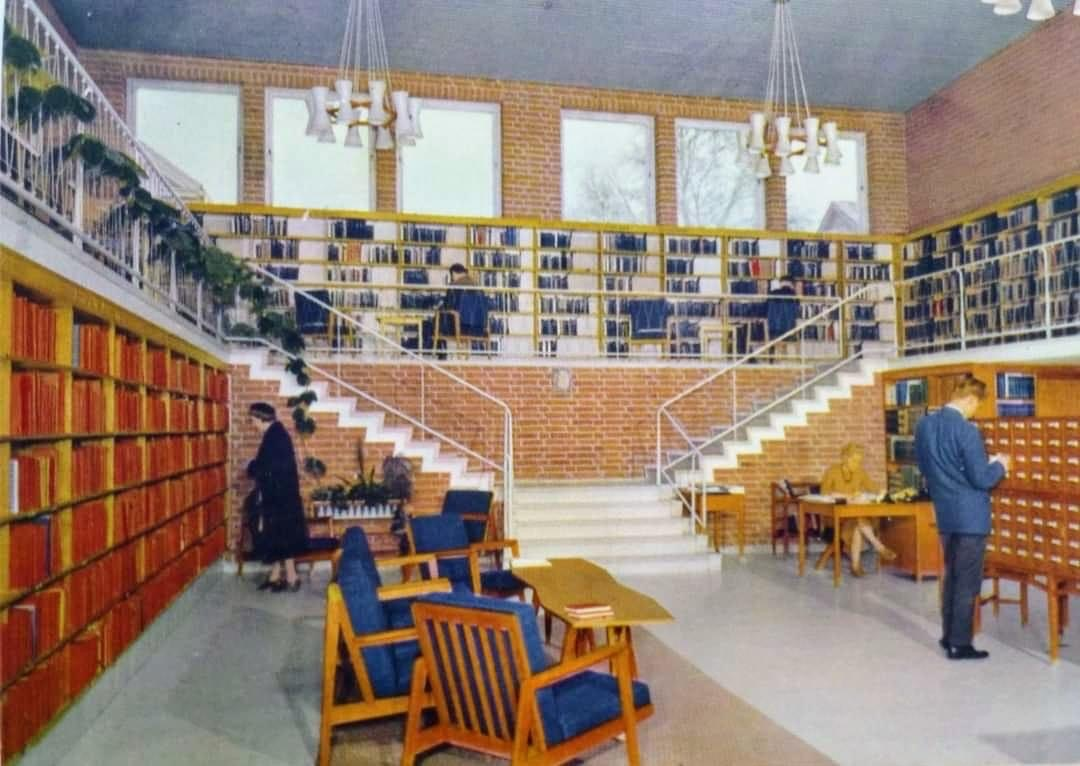
Läsrummet på Kungsgatan.
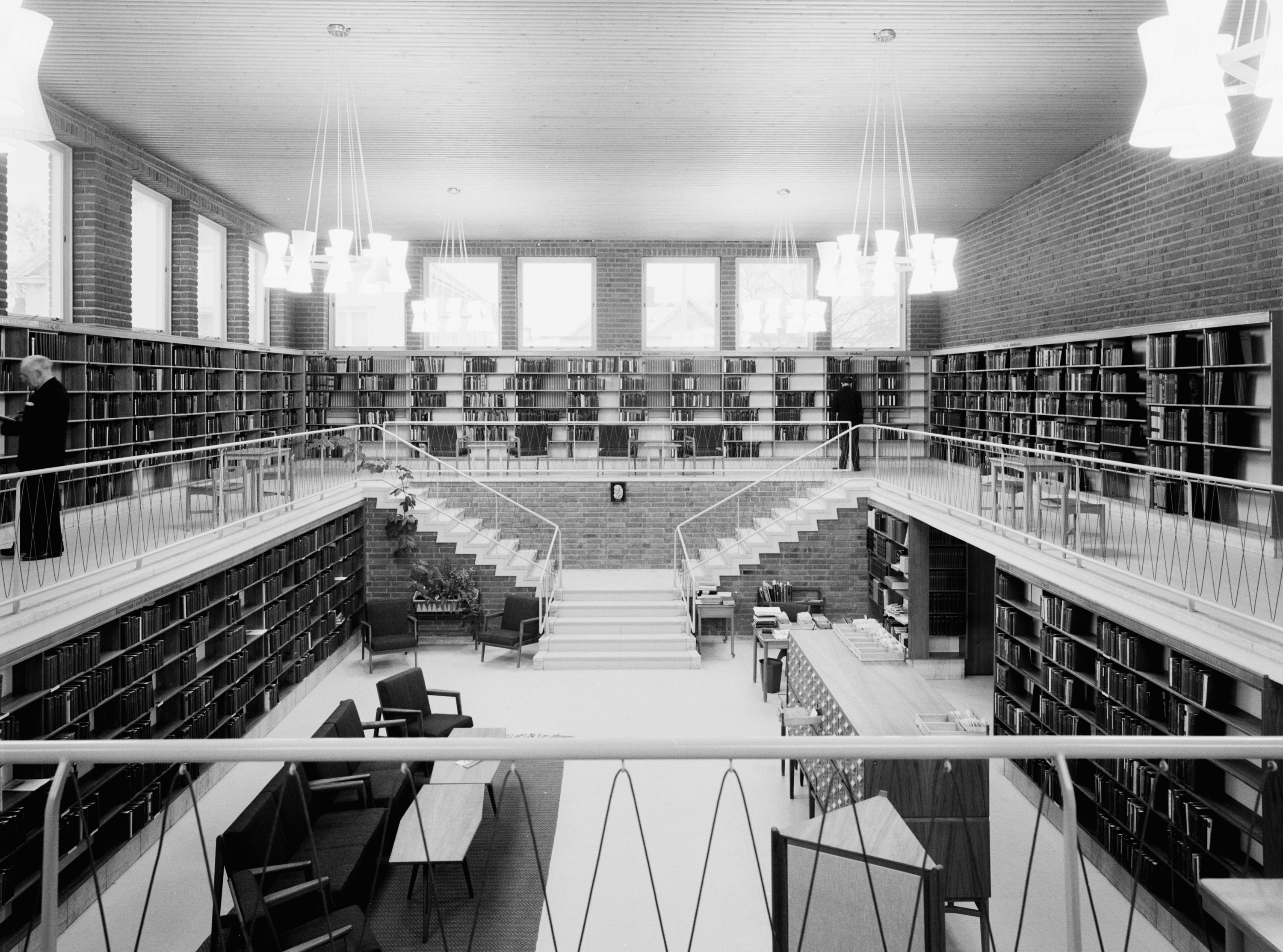
Foto av det nyöppnade biblioteket på Kungsgatan i november 1955.

### 1985–2014
Umeå stadsbibliotek flyttade in i lokalerna – ritade av arkitekt Olle Qvarnström och Lina Valler, (VBB) – i kvarteret Idun år 1985. År 2000 blev bibliotekets katalog tillgänglig för sökning via internet. Stadsbiblioteket utökades med 500 kvadratmeter och en ny våning 2002. Biblioteket återinvigdes 1 juni. Sedan 2005 sköts alla utlån av besökarna själva, via så kallad självbetjäning.
Med sina 757 932 besök (2013) var Umeå stadsbibliotek det tredje mest besökta i landet (efter stadsbiblioteken i Stockholm och Uppsala). Totalt sett hade Umeåregionens folkbibliotek 2013 närmare 1,4  miljoner besök.
I källarvåningen under stadsbiblioteket finns sedan 1992 Sveriges depåbibliotek och lånecentral, som fungerar som fjärrlånemagasin för bibliotek i hela landet. Depåbiblioteket tar emot de böcker som gallras ut från andra bibliotek. Totalt rymmer depåbiblioteket omkring en halv miljon böcker.

#### Galleri

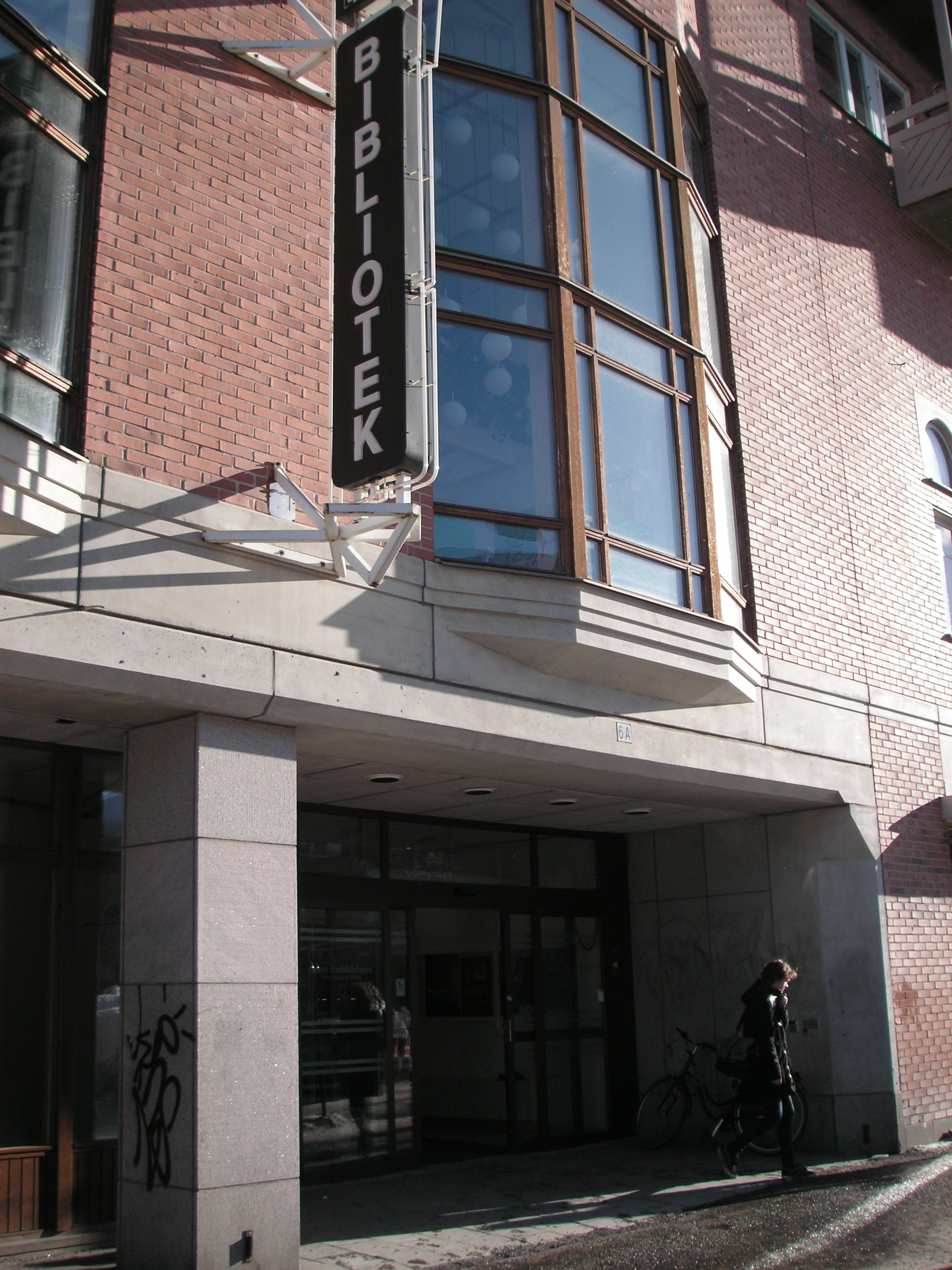
Stadsbibliotekets lokaler vid Rådhusesplanaden, kvarteret Idun.

### 2014–
Umeå kommun tog ett beslut 2011 om en flytt av stadsbiblioteket till det blivande kulturhuset Väven som stod klart till Kulturhuvudstadsåret 2014. Flytten av biblioteket var omdebatterad och kritiserad. Bland annat hölls en protestmarsch 2011 arrangerat av nätverket Stoppa flytten av stadsbiblioteket och en protestlista signerad av 1 000 namn krävde en folkomröstning i frågan. Samma dag beslutades dock, efter en omröstning i kulturnämnden, att stadsbiblioteket trots protesterna skulle flyttas.
Efter drygt tre månaders arbete med flytten öppnade stadsbiblioteket 21 november 2014 i nya lokaler på tre plan i kulturhuset Väven, Storgatan 46.

#### Galleri

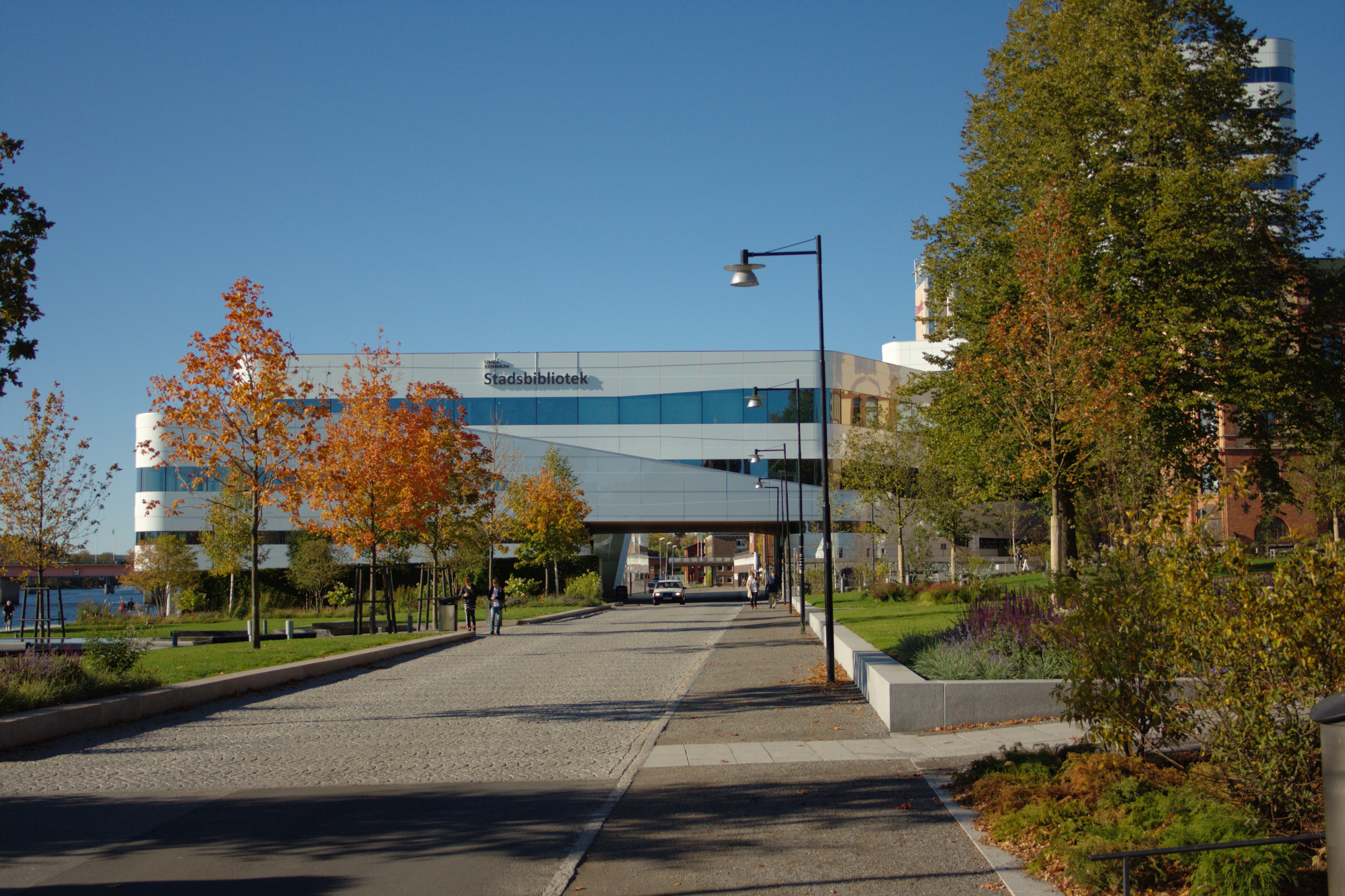
Umeå stadsbibliotek i Väven, 2016.
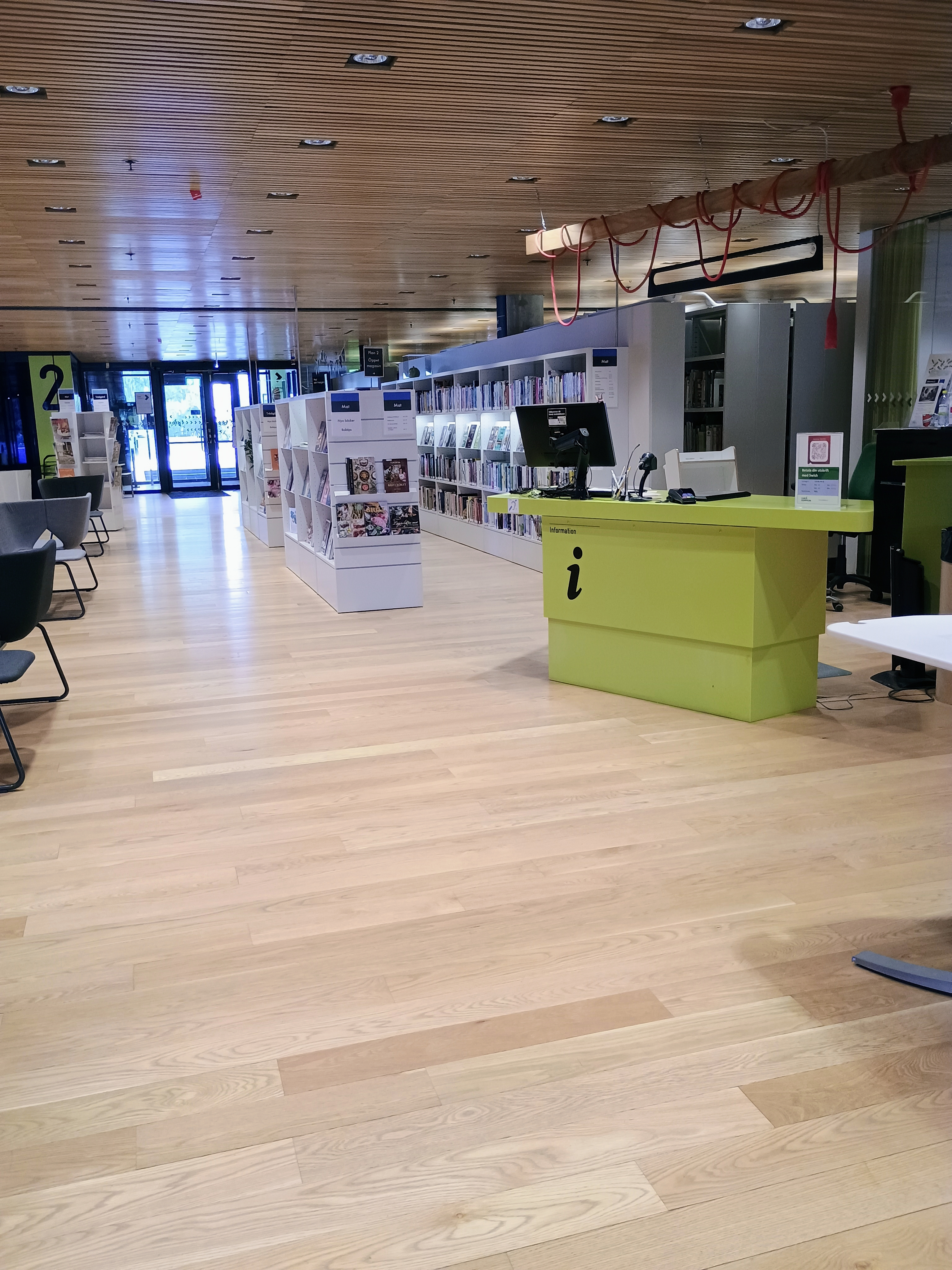
Umeå stadsbiblioteks lokaler på plan 2, 2024
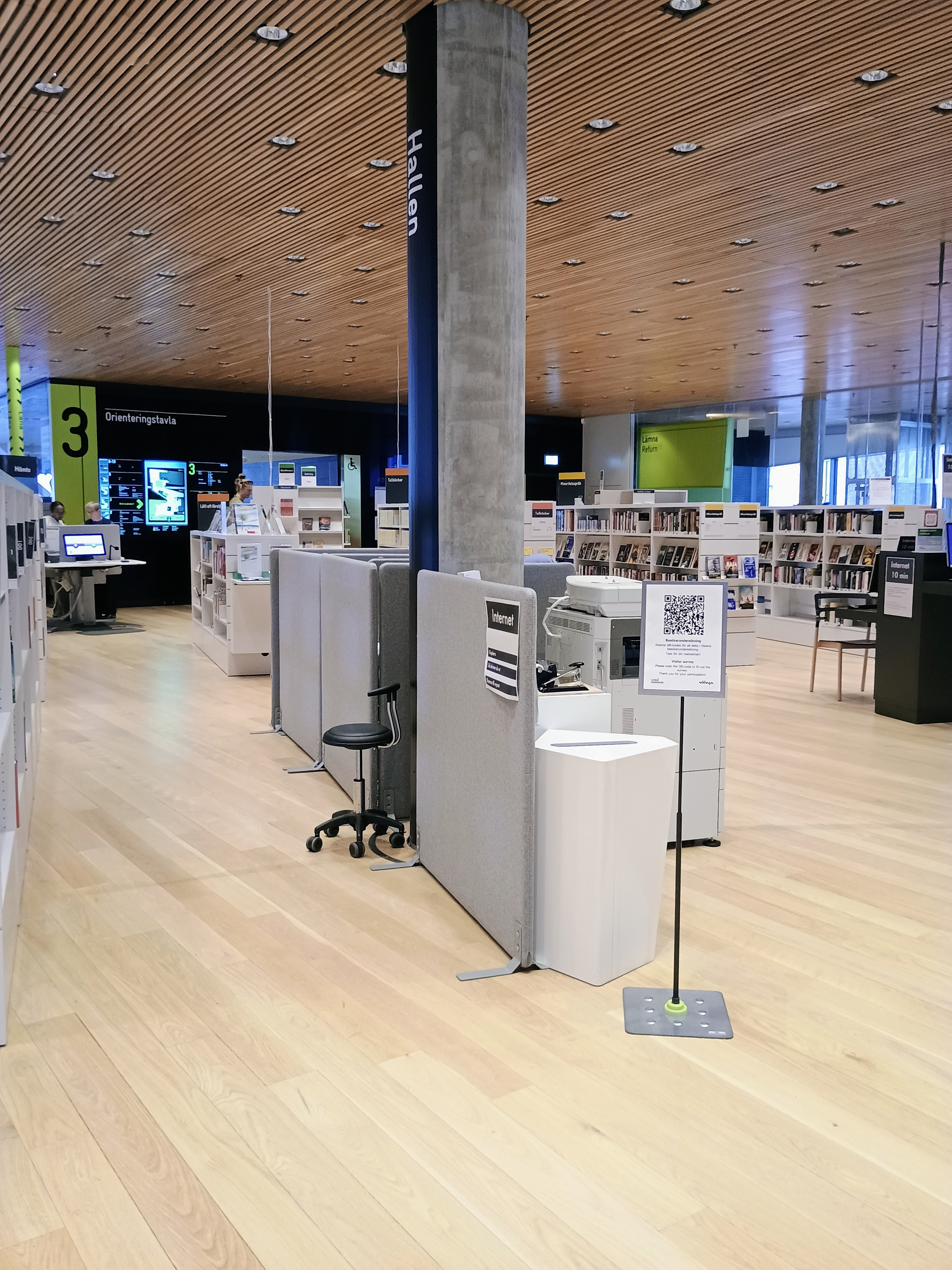
Umeå stadsbiblioteks lokaler på plan 3, 2024
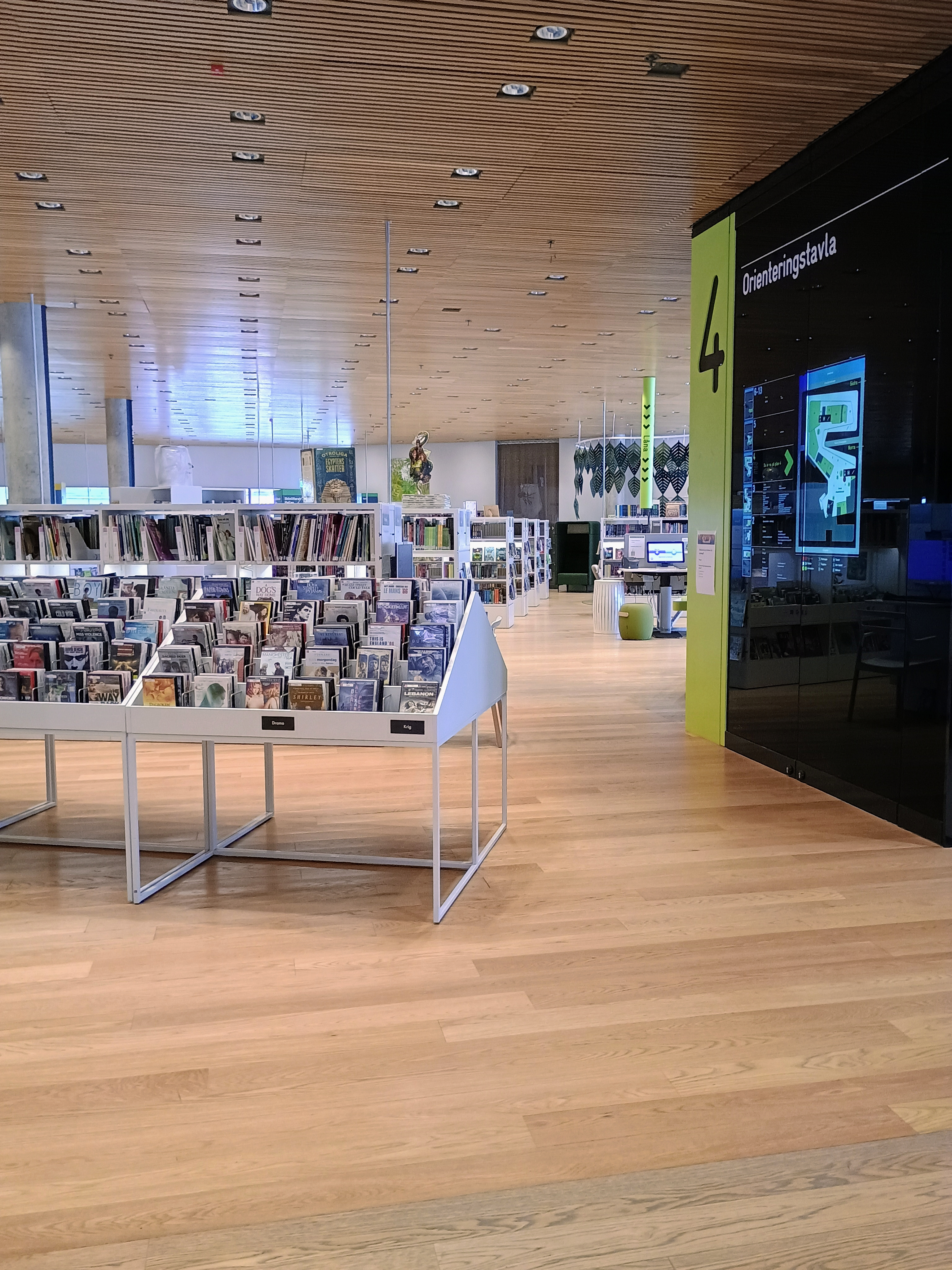
Umeå stadsbiblioteks lokaler på plan 4, 2024

## Kommunhörnan och Riksdagshörnan
Kommunhörnan är en informations- och mötesplats i kulturhuset Väven. Kommunhörnan kan bokas och nyttjas av Umeås kommunala verksamheter, studieförbund och föreningar. Det ordnas också träffar med politiker och tjänstemän. I biblioteket fanns även Riksdagshörnan, både i kvarteret Idun och i Väven, under åren 2005–2016. Tanken med Riksdagshörnan var att föra Riksdagens arbete närmare medborgarna och på så sätt stärka demokratin. Besökaren kunde där samtala med riksdagsledamöter och följa riksdagens sammanträden via webb-TV-sändningar.